# Kirsi Marie Liimatainen

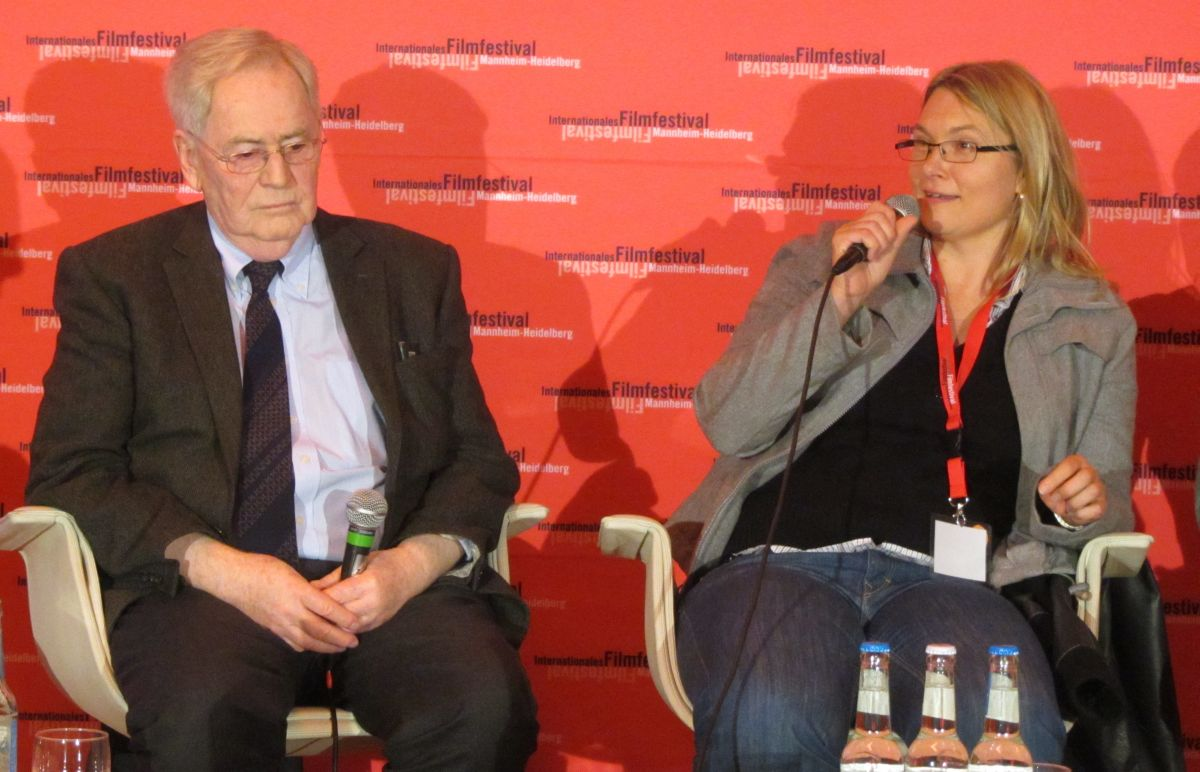
Kirsi Marie Liimatainen (rechts) und István Szabó

Kirsi Marie Liimatainen (* 14. April 1968 in Tampere) ist eine finnische Filmregisseurin und Schauspielerin.

## Details
Liimatainen stammt aus einer kommunistischen, in der Friedensbewegung engagierten Familie. Nach der Teilnahme an Häuserbesetzungen in ihrer Heimatstadt Tampere reiste sie in die DDR, um bis zum Herbst 1989 einen einjährigen Lehrgang an der Jugendhochschule „Wilhelm Pieck“ zu besuchen. Von 1989 bis 1993 absolvierte sie ein Schauspielstudium an der Universität Tampere und von 1999 bis 2006 ein Regiestudium an der HFF „Konrad Wolf“ Potsdam-Babelsberg. Ihr Diplomfilm, die Jugendgeschichte Sonja, wurde beim Filmfestival Max Ophüls Preis uraufgeführt und startete im Sommer 2006 in den deutschen Kinos. Er gewann den Findlingspreis und tourte daraufhin zusammen mit Kirsi Marie Liimatainen und den beiden Hauptdarstellerinnen Sabrina Kruschwitz und Julia Kaufmann sowie dem Filmkritiker Sven Eggers durch ausgewählte Kinos und Filmklubs. Beim Miami International Film Festival 2007 erhielt der Film eine Besondere Erwähnung (Special Grand Jury Mention) in der Kategorie Dramatic Features – World Cinema Competition.
In den folgenden Jahren erhielt Liimatainen mehrere Arbeitsstipendien, unter anderem von der Finnischen Kulturstiftung. 2011 legte sie ihren zweiten abendfüllenden Spielfilm, das Familiendrama Festung, vor. Der Kinostart dieses Films erfolgte im Winter 2011.
Im August 2016 hatte ihr Dokumentarfilm Comrade, Where Are You Today? – Der Traum der Revolution über ehemalige Studenten der Jugendhochschule am Bogensee Premiere, der mittels Crowdfunding finanziert wurde. Für diesen Film erhielt sie 2017 den Deutschen Regiepreis Metropolis.